# 卿雲勳章
卿雲勳章為中華民國文職勳章，此章於民國三十年（1941年）二月十二日制頒，分一至九等，頒授對國家著有勳勞之公務員與貢獻卓著之非公務員或外籍人士。首次頒發於民國33年1月1日，同日並頒予行政、立法、司法、考試、監察五院院長，為中華民國勳章中唯一同次頒予五院院長的勳章。
按照《勋章条例》之规定，卿云勋章与景星勋章受勋条件相同，但卿云勋章之勋位相对景星勋章为高。

## 外观
勳章中心為卿雲，「卿」與「慶」古字通用，慶雲象徵祥瑞之雲，取自古史虞舜卿雲之歌：「卿雲爛兮，糺縵縵兮，日月光華，旦復旦兮」。

### 章式
1. 一等／特種大綬
2. 二等／大綬
3. 三等／綠色大綬
4. 四等／特種領綬
5. 五等／領綬
6. 六等／特種襟綬附勳表
7. 七等／襟綬附勳表
8. 八等／特種襟綬
9. 九等／襟綬

### 配帶
大綬配帶為右肩左斜，襟綬與文職勳章配掛時位於中正勳章之次高位置。

## 授予

### 资格
- 對國家政務著有勳勞之公務員[3]。
- 對國家社會貢獻卓著之非公務員或外籍人士[3]。

### 一等／特種大綬卿雲勳章
一等卿雲勳章（本國獲颁名單）

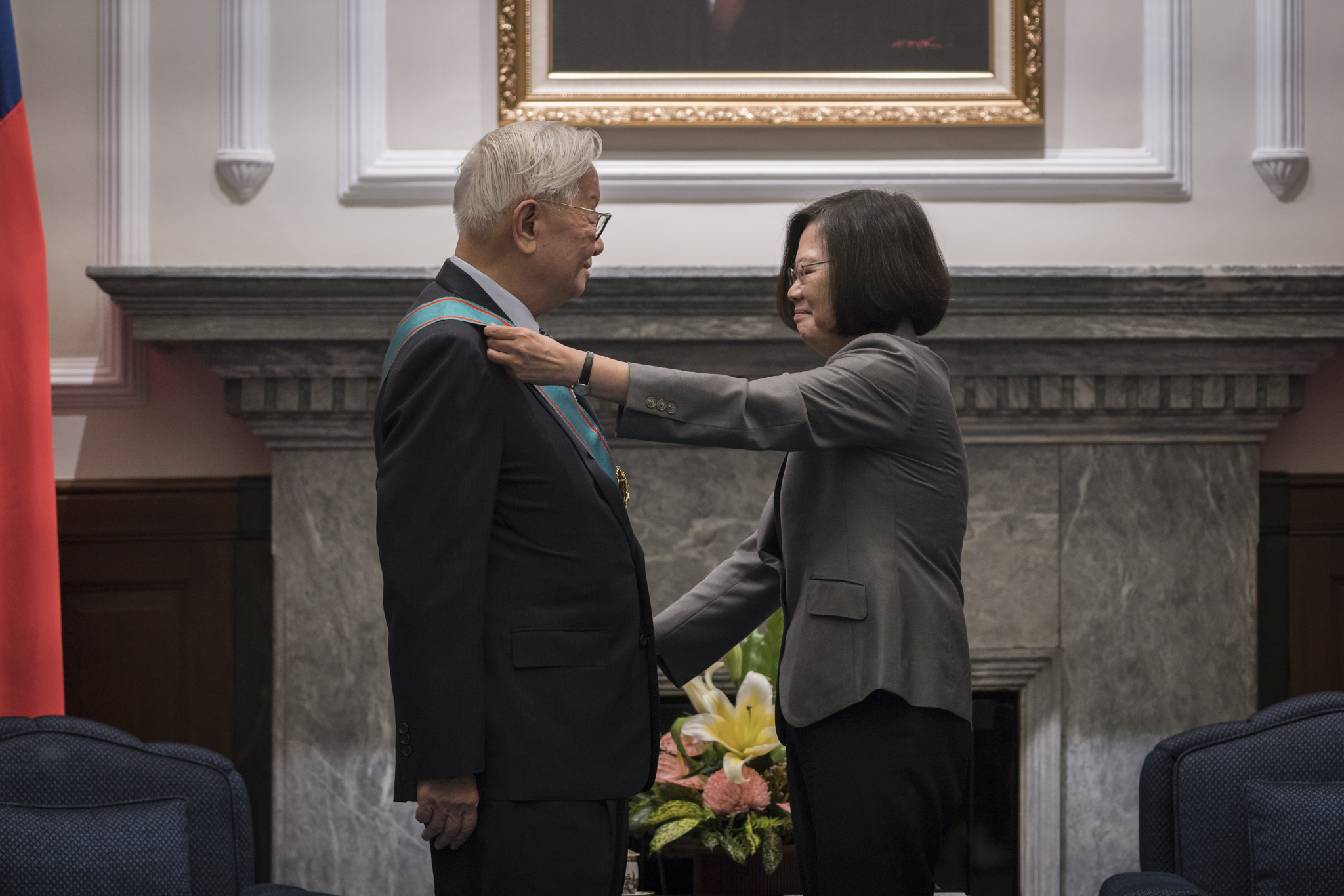
蔡英文總統頒授台灣積體電路製造股份有限公司創辦人張忠謀先生「一等卿雲勳章」

- 蔣中正：民国33年（1944年）1月1日頒，國民政府主席兼軍事委員會委員長。
- 戴傳賢：民国33年（1944年）1月1日頒，考試院院長。
- 孔祥熙：民国33年（1944年）1月1日頒，行政院院長。
- 于右任：民国33年（1944年）1月1日頒，監察院院長。
- 孫科：民国33年（1944年）1月1日頒，立法院院長。
- 居正：民国33年（1944年）1月1日頒，司法院院長。
- 何應欽：民国33年（1944年）1月1日頒，軍事委員會參謀總長。
- 王寵惠：民国33年（1944年）1月1日頒，國防最高委員會秘書長。
- 宋慶齡：民国33年（1944年）1月1日頒，國民政府委員。
- 宋美齡：民国33年（1944年）1月1日頒，軍事委員會航空委員會委員。
- 曾琦：民国37年（1948年）1月1日頒，中國青年黨黨主席。
- 張君勱：民国37年（1948年）1月1日頒，中國民主社會黨領袖，中華民國憲法之父。
- 傅作義：民国38年（1949年）1月1日頒，華北剿匪總司令。
- 陳誠：民国61年（1972年）8月頒，前副總統。
- 張群：民国61年（1972年）8月頒，前總統府秘書長。
- 嚴家淦：民国62年（1973年）頒，副總統。
- 蔣經國：民国66年（1977年）9月1日頒，行政院院長。
- 謝東閔：民国73年（1984年）5月1日頒，前副總統。
- 楊亮功：民国73年（1984年）9月21日頒，前考試院院長。
- 李登輝：民国74年（1985年）11月5日頒，副總統。
- 孫運璿：民国75年（1986年）4月4日頒，總統府資政。
- 俞國華：民国78年（1989年）6月頒，前行政院院長。
- 李元簇：民国80年（1991年）8月頒，副總統。
- 郝柏村：民国82年（1993年）2月頒，前行政院院長。
- 林洋港：民国83年（1994年）8月頒，前司法院院長。
- 蔣彥士：民国83年（1994年）12月頒，前總統府秘書長。
- 連戰：民国85年（1996年）4月頒，行政院院長。
- 邱創煥：民国85年（1996年）9月頒，前考試院院長。
- 蕭萬長：民国89年（2000年）5月頒，行政院院長。
- 翁岳生：民国89年（2000年）5月頒，司法院院長。
- 張俊雄：民国91年（2002年）2月24日頒，前行政院院長。
- 陶百川：民国91年（2002年）8月5日頒，前國策顧問。
- 呂秀蓮：民国93年（2004年）5月25日頒，副總統。
- 游錫堃：民国94年（2005年）3月2日頒，前行政院院長。
- 謝長廷：民国95年（2006年）1月27日頒，前行政院院長。
- 蘇貞昌：民国96年（2007年）6月5日頒，前行政院院長。
- 賴英照：民国97年（2008年）5月1日頒，司法院院長。
- 姚嘉文：民国97年（2008年）5月12日頒，前考試院院長。
- 蘇起：民国99年（2010年）3月9日頒，前國安會秘書長。
- 吳敦義：民国101年（2012年）2月17日頒，前行政院院長。
- 王作榮：民国102年（2013年）6月17日頒，前監察院院長。
- 陳履安：民国102年（2013年）6月17日頒，前監察院院長。
- 施啟揚：民国102年（2013年）6月17日頒，前司法院院長。
- 江宜樺：民国104年（2015年）2月12日頒，前行政院院長。
- 伍錦霖：民国105年（2016年）4月18日頒，考試院院長、前總統府秘書長[4]。
- 曾永權：民国105年（2016年）5月9日頒，總統府秘書長[5]。
- 林全：民国106年（2017年）9月15日頒，前行政院院長。
- 張忠謀：民国107年（2018年）9月14日頒，台灣積體電路公司創辦人。
- 李大維：民国112年（2023年）3月3日頒，前國安會秘書長、前總統府秘書長、財團法人海峽交流基金會董事長。
- 賴清德：民国113年（2024年）5月13日頒，副總統、前行政院院長。
- 陳建仁：民国113年（2024年）5月13日頒，行政院院長、前副總統。
- 蘇嘉全：民国113年（2024年）5月13日頒，台日關係協會會長、前立法院院長。
- 蘇貞昌：民国113年（2024年）5月16日頒，前行政院院長。

特種大綬卿雲勳章（外國頒授名單）

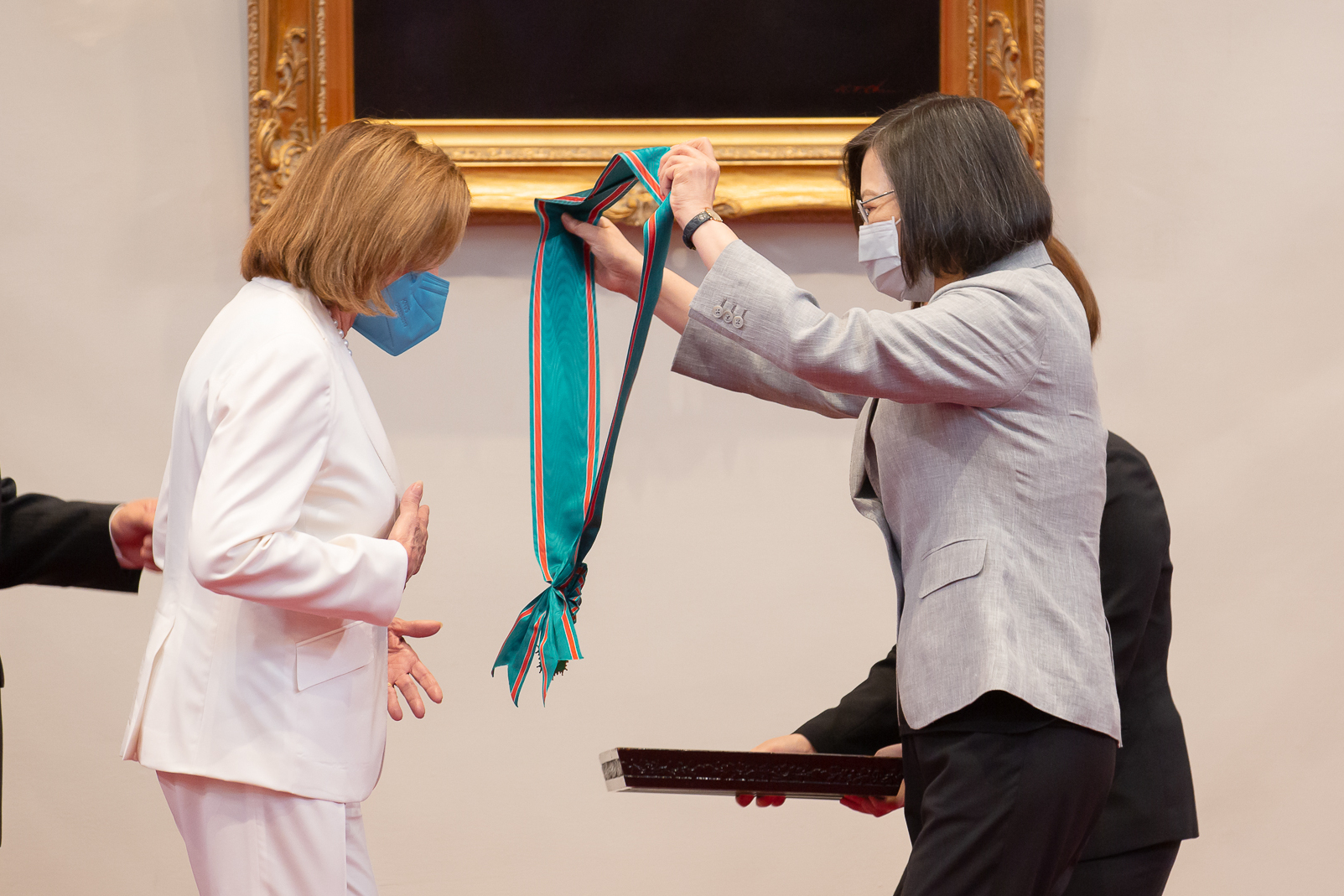
2022年8月3日，中華民國總統蔡英文頒授特種大綬卿雲勳章予時任美國眾議院議長南希·佩洛西

- 曼努埃爾·阿維拉·卡馬喬：民國35年（1946年）頒，墨西哥總統。
- 詩麗吉王后：民國52年（1963年）7月1日頒，泰國王后[6]。
- 吉田茂：民國53年（1964年）8月14日頒，前日本國總理大臣。
- 朴正熙：民國55年（1966年）2月15日頒，前韓國總統[7]。
- 桑哲茲：民國57年（1968年）2月14日頒，薩爾瓦多總統。
- 丁一權：民國58年（1969年）2月26日頒，韓國國會議長。
- 岸信介：民國58年（1969年）11月19日頒，前日本國總理大臣。
- 彼得·威廉·波塔：民國69年（1980年）10月15日頒，南非總理[8]。
- 胡安·安東尼奧·薩馬蘭奇：民國82年（1993年）10月9日頒，第7任國際奧林匹克委員會主席。[9]
- 楊可為，GCMG，MBE：民國89年（2000年）9月29日頒，貝里斯總督。
- 穆拉頤：民國89年（2000年）12月13日頒，薩爾瓦多共和國第一總統職務代理人。
- 賈司迪尼：民國93年（2004年）2月1日頒，巴拉圭副總統。
- 穆沙：民國93年（2004年）9月3日頒，貝里斯總理。
- 艾絲柯芭：民國94年（2005年）3月16日頒，薩爾瓦多副總統。
- 孟德斯：民國94年（2005年）3月17日頒，瓜地馬拉共和國國會議長。
- 迪安·奥利弗·巴罗：民國98年（2009年）5月28日頒，貝里斯總理。
- 胡安·卡洛斯·瓦雷拉：民國99年（2010年）7月26日頒，巴拿馬副總統。
- 登齐尔·道格拉斯：民國100年（2011年）6月22日頒，聖克里斯多福及尼維斯總理。
- 羅絲·雷提南：民國107年（2018年）4月2日頒，美國眾議院外交委員會榮譽主席。
- 柯佳洛：民國109年（2020年）9月3日頒，第6任捷克參議院議長。因其已於任內病逝，勳章由繼任者韋德齊代為領取。
- 阿蘭·李察：民國110年（2021年）10月7日頒，法國參議院友台小組主席。
- 约翰尼·布里塞尼奥：民國111年（2022年）3月9日頒，貝里斯總理。
- ：民國111年（2022年）8月3日頒，美國眾議院議長[10]。
- 安倍晉三：民國112年（2023年）1月26日頒，前日本國總理大臣。因其已遇刺身亡，勳章由遺孀安倍昭惠代為接受。

### 二等／大綬卿雲勳章
二等卿雲勳章（本國獲颁名單）
- 楊西崑：民国58年（1969年）10月17日頒，外交部政務次長。
- 釋星雲：民国75年（1986年）頒，佛光山法師。
- 黃正雄：民国88年（1999年）11月18日頒，前總統府秘書長。
- 陳哲男：民国93年（2004年）5月19日頒，前總統府副秘書長，判有期徒刑追繳[11]。
- 程建人：民国93年（2004年）8月5日頒，前駐美代表。
- 鍾肇政：民国93年（2004年）10月15日頒，前總統府資政、作家。
- 葉石濤：民国93年（2004年）10月15日頒，作家。
- 齊邦媛：民国93年（2004年）10月15日頒，作家。
- 柏楊：民国93年（2004年）10月15日頒，作家。
- 琦君：民国93年（2004年）10月15日頒，作家。
- 印順法師：民国93年（2004年）10月15日頒，佛學大師。
- 吳澧培：民国97年（2008年）5月7日頒，前總統府資政。
- 李天羽：民国97年（2008年）5月12日頒，前國防部部長。
- 吳釗燮：民国97年（2008年）5月13日頒，前駐美代表。
- 林榮三：民国97年（2008年）5月13日頒，前總統府資政。
- 彭明敏：民国97年（2008年）5月13日頒，前總統府資政。
- 陳繼盛：民国97年（2008年）5月13日頒，前總統府資政。
- 陳楷模：民国97年（2008年）5月14日頒，前總統府資政。
- 辜濂松：民国98年（2009年）3月11日頒，APEC中華民國企業代表。
- 王進旺：民国104年（2015年）1月12日頒，前海巡署長。

大綬卿雲勳章（外國獲颁名單）
- 魏亞特：民国35年（1946）10月15日頒，英國首相丘吉爾駐華私人代表。
- 費蓋萊斯：民国62年（1973年）8月23日頒，哥斯大黎加共和國總統。
- 法西奧：民国62年（1973年）8月23日頒，哥斯大黎加共和國外長。
- 龍向：民国87年（1998年）4月25日頒，海地共和國外長。
- 傑西·赫姆斯：民国91年（2002年）10月24日頒，美國聯邦參議員。
- 穆考斯基：民国92年（2003年）10月6日頒，美國阿拉斯加州長。
- 賽瓦爾：民国94年（2005年）3月30日頒，義大利眾議院外交委員會主席。
- 布理司：民国94年（2005年）8月15日頒，瓜地馬拉共和國外長。
- 裴爾：民国95年（2006年）7月17日頒，美國前聯邦參議員。
- 范巴倫：民国97年（2008年）5月9日頒，荷蘭眾議院外交委員會主席。
- 薄瑞光：民国97年（2008年）5月19日頒，美國在台協會主席。
- 尚塔那：民国99年（2010年）3月31日頒，薩爾瓦多共和國大使。
- 桑契斯：民国100年（2011年）6月22日頒，多明尼加共和國大使。
- 沙瓦多哥：民国102年（2013年）10月29日頒，布吉納法索共和國大使。
- 葛利歐（法语：Joël Guerriau）：民国111年（2022年）6月9日頒，法國參議院外交暨國防委員會副主席。
- 皮特（法语：Jean-Robert Pitte）：民国111年（2022年）9月5日頒，法蘭西學院人文及政治科學院終身秘書。